# Bahamazwaluw
De bahamazwaluw (Tachycineta cyaneoviridis) is een zangvogel uit de familie Hirundinidae (zwaluwen). Het is een bedreigde vogelsoort op de Bahama's en Cuba.

## Kenmerken
De vogel is 15 cm lang. Van boven is de vogel groen tot blauw, de kruin, nek en mantel zijn donkergroen, de stuit is blauwachtig groen en de vleugels zijn blauw en de staart is ook blauw en gevorkt. Van onder is de vogel wit. De sterk gelijkende (Amerikaanse) boomzwaluw (T. bicolor)  is donkerder met een metaalglans en heeft een minder gevorkte staart.

## Verspreiding en leefgebied
Deze soort komt voor op de Bahama's en op Cuba. De foerageergebieden van deze zwaluwen liggen boven open plekken in bossen, moerassen, akkergebieden en langs de kustlijn. De vogels broeden in boomholten en andere natuurlijk holten, maar ook in sommige steden bij menselijke bewoning.

## Status
De bahamazwaluw heeft een beperkt verspreidingsgebied en daardoor is de kans op uitsterven aanwezig. De grootte van de populatie werd in 2016 door BirdLife International geschat op 1500 tot 4000 individuen en de populatie-aantallen nemen af door habitatverlies. Het leefgebied wordt aangetast door ontbossing (die op de Bahama's al in de jaren 1970 is beëindigd). Natuurlijk bos moet plaats maken voor agrarische en stedelijke ontwikkeling en er is concurrentie om nestgelegenheid met invasieve soorten vogels zoals huismus en spreeuw. Tropische stormen richten schade aan in de schaarse natuurgebieden waarbij onder andere zoutwater wordt opgestuwd in zoetwatermoerassen. Om deze redenen staat deze soort als bedreigd op de Rode Lijst van de IUCN.